# Statsgæld
Statsgæld er en betegnelse for den samlede gæld, et lands regering har stiftet, og adskiller sig således fra den offentlige gæld, der omfatter den samlede gæld på alle offentlige administrationsniveauer - i Danmark altså både statens, regionernes, kommunernes og de sociale kasser og fondes gæld. Statsgælden udgør dermed en delmængde af den offentlige gæld. Idet ethvert lands primære indtægtskilde kommer fra skatteyderne, er statsgælden indirekte skatteydernes gæld. 

## Danmarks statsgæld
Statsgælden opgøres traditionelt i Danmark som værdien af al statens inden- og udenlandske gæld, hvorfra man fratrækker indeståendet på statens konto i Nationalbanken, obligationer til finansiering af støttet byggeri samt aktiverne i tre statslige fonde (Den Sociale Pensionsfond, Danmarks Innovationsfond og Fonden for Forebyggelse og Fastholdelse). Andre finansielle aktiver, som staten ejer, fx tilgodehavender og aktier i virksomheder, fratrækkes ikke i gælden, der således ikke er en ren nettogæld. Den samlede værdi af statens finansielle aktiver er større end de statslige passiver. Optagelsen af lån sker bl.a. ved oprettelse af statsobligationer.
I 1995 udgjorde statsgælden 56 procent af BNP. Siden har den ligesom den samlede offentlige gæld været faldende i de fleste år i takt med en strukturel forbedring af Danmarks økonomi. Den steg dog igen i årene 2009-12 som følge af finanskrisen og i 2020 som følge af COVID-19-pandemien. Ved udgangen af 2022 udgjorde statsgælden 323 mia. kr. eller knap 12 procent af BNP. En stigende del af gælden anvendes til genudlån. Det vil sige, at staten optager lån på vegne af statslige selskaber som f.eks. A/S Storebælt, i stedet for at disse låner direkte på kapitalmarkederne. Fordelen ved dette set fra selskabernes side er, at lånerenten er lavere, når det er staten, der står som låntager. Værdien af disse genudlån udgjorde ved udgangen af 2022 165 mia. kr. Korrigeret herfor udgjorde statsgælden ca. 6 procent af BNP.
| År   | Statsgæld |
| ---- | --------- |
| 1995 | 554,5     |
| 1996 | 586,6     |
| 1997 | 608,7     |
| 1998 | 593,1     |
| 1999 | 578,0     |
| 2000 | 560,5     |
| 2001 | 532,3     |
| 2002 | 512,3     |
| 2003 | 519,3     |
| 2004 | 513,5     |
| 2005 | 491,9     |
| 2006 | 418,6     |
| 2007 | 328,6     |
| 2008 | 245,7     |
| 2009 | 201,9     |
| 2010 | 312,8     |
| 2011 | 394,6     |
| 2012 | 426,1     |
| 2013 | 494,3     |
| 2014 | 486,1     |
| 2015 | 451,9     |
| 2016 | 450,3     |
| 2017 | 462,2     |
| 2018 | 437,7     |
| 2019 | 442,9     |
| 2020 | 399,3     |
| 2021 | 483,8     |
| 2022 | 391,0     |
| 2023 | 327,8     |